# Шерстоцвет
Ше́рстоцве́т (лат. Tripidium) — род травянистых растений семейства Злаки (Poaceae), распространённый в Азии, на юге Европы и в Северной Африке.

## Ботаническое описание
Многолетние корневищные дернистые травянистые растения, 0,5—2,5 (7) м высотой. Стебли прямостоячие, обычно с заполненной сердцевиной, голые. Листья линейные или ланцетные, очень жёсткие. Язычки перепончатые.
Метёлки прямостоячие, густые, многократно разветвлённые на колосовидные веточки. Колоски ланцетные, расположены группами по 2—3, одинаковые, с верхним обоеполым цветком и нижним тычиночным или стерильным цветком. Колосковые чешуи от перепончатых до кожисто-перепончатых, нижняя — с 2 килями и 2—5 жилками, верхняя — с 1 килем и 1—5 жилками. Цветковые чешуи перепончатые, обычно с нитевидными остями. Тычинок 3. Зерновки свободные, эллипсоидальные.

## Таксономия
Виды рода традиционно рассматривались в составе родов Сахарный тростник (Saccharum L.) или Эриантус (Erianthus Michx.), но по результатам молекулярно-филогенетических исследований оказались в близком родстве с подтрибой Rottboelliinae J.Presl, в которую входят роды Роттбелия (Rottboellia L.f.) и Бусенник (Coix L.).

### Виды
Род включает 7 видов:
- Tripidium arundinaceum (Retz.) Welker, Voronts. & E.A.Kellogg
- Tripidium bengalense (Retz.) H.Scholz
- Tripidium kanashiroi (Ohwi) Welker, Voronts. & E.A.Kellogg
- Tripidium procerum (Roxb.) Welker, Voronts. & E.A.Kellogg
- Tripidium ravennae (L.) H.Scholz typus — Шерстоцвет равеннский
- Tripidium rufipilum (Steud.) Welker, Voronts. & E.A.Kellogg
- Tripidium strictum (Host) H.Scholz